# Дзедда, Альберто
Альберто Дзедда (итал. Alberto Zedda; 2 января 1928 года, Милан, Италия — 6 марта 2017 года, Пезаро, Италия) — итальянский дирижёр и музыковед, знаменитый интерпретатор произведений итальянских композиторов XIX века и в первую очередь — Россини.

## Творческая биография
Учился в Милане у Антонино Вотто и Карло Марии Джулини. Дебютировал в качестве дирижёра с оперой Россини «Севильский цирюльник» в 1956 году. После того, как в 1957 году победил на конкурсе молодых дирижёров итальянского радио и телевидения, его стали приглашать в другие театры Италии и за рубеж. Дзедда дирижировал во всех престижных оперных театрах мира — Венской опере, Ковент-Гардене, Метрополитен-опере, Ла Скала, Парижской национальной опере, театрах Германии.
Был музыкальным директором фестиваля в Мартина-Франка и музыкальным руководителем ряда фестивальных постановок опер, в том числе «Севильский цирюльник» (1982), «Пуритане» (Беллини, 1985), «Семирамида» (Россини, 1986), «Пират» (Беллини, 1987). Стоял у истоков россиниевского фестиваля в Пезаро и был его бессменным художественным руководителем со дня основания в 1980 году. Занимал пост художественного руководителя Ла Скала (сезон 1992/1993) и театра Карло Феличе в Генуе, барочного фестиваля Фано, принимал участие в  фестивале «Россини в Вильдбаде», был консультантом Моцартовского фестиваля в Ла-Корунье.
Как музыковед занимался рядом произведений Вивальди, Генделя, Доницетти, Беллини, Верди, и в особенности Россини. Стремился к аутентичной манере исполнения. Подготовил научное академическое издание «Севильского цирюльника» (Милан, издательство «Рикорди», 1969) и ряда других опер. В сотрудничестве с Ф. Госсеттом составил полное собрание сочинений Россини. Известен также исследованиями по вокальной орнаментике.
Входил в состав комитета Фонда Россини в Пезаро, с 2000 года был почетным президентом немецкого Россиниевского общества.

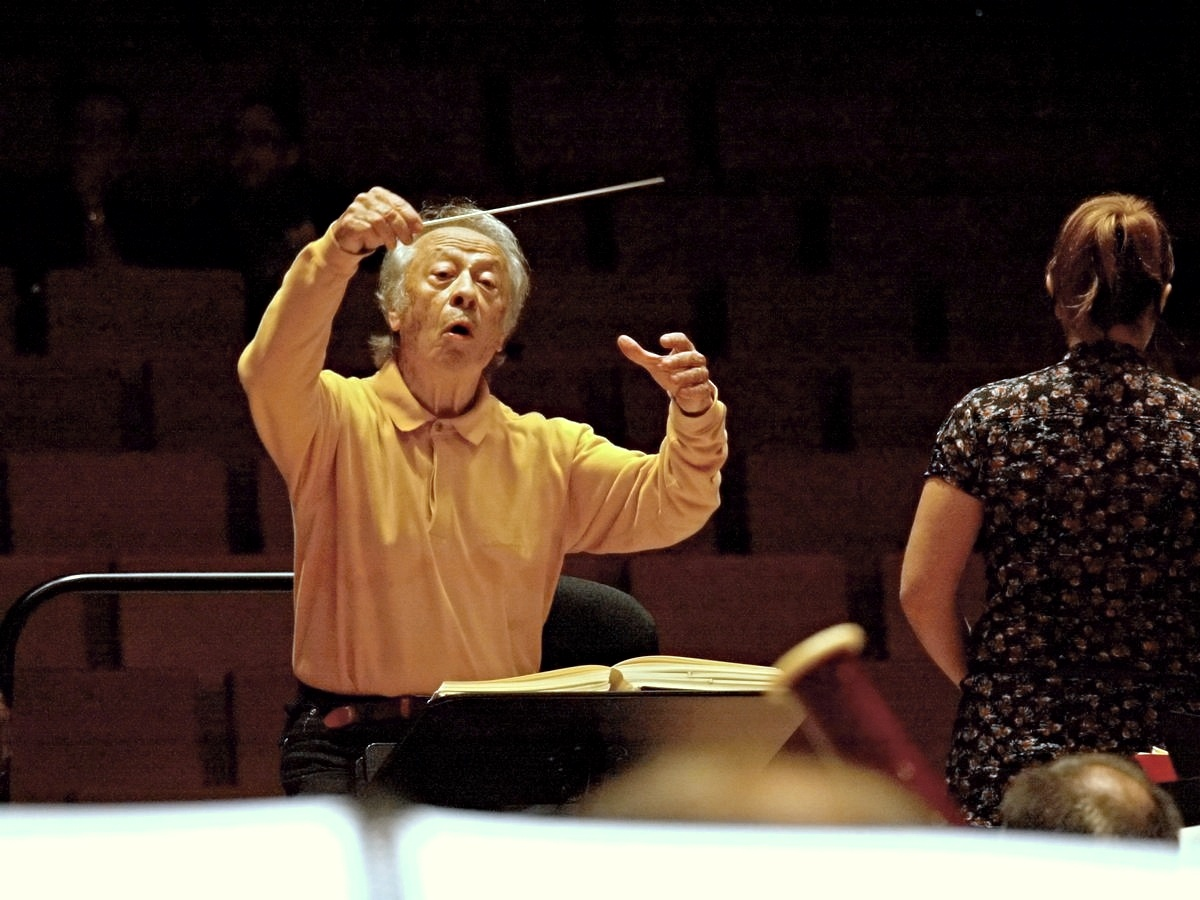
Альберто Дзедда на репетиции оперы Россини «Вильгельм Телль». Вальядолид, 2010

## Оперная дискография
- Беллини, «Беатриче ди Тенда» — Николеско, Точиска, Ла Скола, Каппуччилли; оркестр Монте-Карло, хор Пражской филармонии (Sony, 1986)
- Монтеверди, «Коронация Поппеи» — Ансельми, Кафорио, Десси, Лиги, Табьядон; Pro Arte Bassano Orchestra (Membran classics, 1988)
- Россини, «Севильский цирюльник» — Мейлис, Лармор, Крофт, Алаимо, Капекки; Нидерландский камерный оркестр, хор Нидерландской филармонии (Arthaus Musik, 1992)
- Россини, «Танкред» — Подлещ, Чо, Ольсен, Спаньоли, ди Микко, Ленди; оркестр Collegium Instrumentale Brugense, капелла Brugensis, (Naxos, 1994)
- Спонтини, «Женское упрямство» — Ансельми, Паласио, Ригаччи, Руффини, Руджери, Уливьери, Дзеффири; Spontini Classic Orchestra (Dynamic, 1996)
- Чимароза, «Соперницы» — Джаннино, Лаццаретти, Пратико, Руффини, Тальенто; Orchestra di Padova e del Veneto (Bongiovanni, 1997)
- Беллини, «Сомнамбула» — Артенья, де Ври, Дилбер, Хименес, Мику, Оргонашова, Пападьяку; Филармонический оркестр и хор Нидерландского радио (Naxos, 1997)
- Обер, «Фра Дьяволо» — Бертольдо, ди Кредико, Дюпюи, Портелла, Раффанти, Серра, Тадео; Хор и оркестр фестиваля в Мартина-Франка (Warner Classics, 1999)
- Россини, «Странный случай» — ди Феличе, Минарелли, Петрова, Сантамария, Шмунк, Винко; Čeští komorní sólisté, хор Чешской филармонии (Naxos, 2002)
- Россини, «Золушка» — Дидонато, Сапата, Пратико, Бордонья; SWR Radio Orchestra Kaiserlautern (Naxos, 2004)
- Россини, «Дева озера» — Ганасси, Миронов, фон Ботмер, Пиццолато, Перетятько, SWR Radio Orchestra Kaiserlautern (Naxos, 2004)
- Кавалли, «Любовь Аполлона и Дафны» — Дзеффири, Пиццолато, Мартинс, Прунелл-Фрьенд, Матеу, Лепоре; Orquesta Joven de la Sinfónica de Galicia (Naxos, 2006)
- Россини, «Итальянка в Алжире» — Пиццолато, Регаццо, Браунли, де Симоне; Virtuosi Brugensis, Трансильванский государственный филармонический хор (Naxos, 2010)
- Россини, «Сорока-воровка» — Морено, Тарвер, Регаццо, Пратико; Virtuosi Brugensis, Классический камерный хор (Брно) (Naxos, 2015)
- Россини, «Пробный камень» — Бриоли, Тодорович, Хименес, Винко, Бордонья, Спаньоли; Театр «Реал» (Мадрид) (Opus Arte, 2007)
- Россини, «Счастливый обман» — Тарвер, Молоньи, Регаццо, Винко, Бейли; Čeští komorní sólisté (Naxos, 2008)
- Россини, «Отелло» — Кунде, Ромеу, Миронов, Макферсон, Вагнер, Лупиначчи, Хейрман; хор и оркестр Фламандской оперы (Dynamic, 2015)